# Det gule hus
Det gule hus er en serie af fem danske børnefilm fra 2011 med instruktion og manuskript af Catherine Kunze og Jacob Wellendorf.
Serien består af fem magisk-realistiske historier om Chloë og Thea, to små piger, som går på opdagelse i deres store hus på Nørrebro i København i jagten på eventyr bag naboernes døre og lige rundt om hjørnet.

## Afsnit
| # | Titel                 | Første sendedag |
| --- | --------------------- | --------------- |
| 1 | "Ella og hendes Papa" |                 |
| I filmen besøger Chloë og Thea 4-årige Ella og hendes franske far. En film om venskab, magi og pandekager. Ella har et fransk legehus, der ikke helt er i overensstemmelse med danske bygningsregler, hvor man kan drømmer sig væk til franske bjerge. En sjov, poetisk historie om hverdagens trylleri.                                                                                      |                       |                 |
| 2 | "Blomsterdronningen"  |                 |
| I "Blomsterdronningen" drager Chloe og Thea ud på en odyssé gennem Det Gule Hus' små forhaver. Her finder de forskellige tilgange til livet - blandt andet viceværten Bjørn, der udrydder al ukrudt på sin vej - og hans modstykke "Blomsterdronningen Paula", der føler at alle planter bør beskyttes. De møder også tvillingerne Ida og Johanne, der har skabt deres helt egen virkelighed. |                       |                 |
| 3 | "Superhelten Kevin"   |                 |
| I "Superhelten Kevin" besøger Chloë og Thea 6-årig Kevin, der drømmer om at vokse op og blive superhelt. Kevin's mor kommer hele vejen fra Senegal i Afrika og har mange billeder at Kevins familie fra Afrika. En sød, sjov film om at have masser af energi, en passion for flyvemaskiner og om at være en del af to forskellige kulturer.                                                  |                       |                 |
| 4 | "Gamle Johanne"       |                 |
| I "Gamle Johanne" besøger Chloë og Thea 87-årige Johanne, som er sprængfyldt med liv og sjov. Hun har et blødt punkt for vicevært Bjørn, som hun vist er lidt hemmelig forelsket i. En varm, poetisk film for børn om det at være gammel uden på, men ung inden i og om venskaber på tværs af generationer.                                                                                   |                       |                 |
| 5 | "Drømmevæsenerne"     |                 |
| I "Drømmevæsnerne" drager Chloë og Thea på et hemmeligt besøg hos to-årige Valdemar Ærtebjerg i hans mors atelier på toppen af Det Gule Hus. Mærkelige ting sker der oppe under taget, hvor alle drømmene fra Det Gule Hus bliver lavet om til store malerier. Et sjovt, filosofisk møde mellem kunst og børn.                                                                                |                       |                 |